# Tito Vetúrio Crasso Cicurino
Tito Vetúrio Crasso Cicurino (em latim: Titus Veturius Crassus Cicurinus) foi um político da gente Vetúria nos primeiros anos da República Romana eleito decênviro em 451 a.C. no Primeiro Decenvirato. É possível que ele seja pai de Espúrio Vetúrio Crasso Cicurino, tribuno consular em 417 a.C..

## Decenvirato
Tito Vetúrio, que aparece com o praenomen Tito em Dionísio e Lúcio em Lívio foi escolhido em 451 a.C. como membro do Primeiro Decenvirato, que criou a "Lei das Dez Tábuas", complementada depois no decenvirato seguinte e que deu origem à Lei das Doze Tábuas, destinada a regular daí em diante as relações entre patrícios e plebeus.
Terminado seu mandato, não participou mais da vida política romana.